# 台中精機
台中精機（英語：Victor Taichung Machinery Works Co., LTD.）是台灣一間以工作母機為業務核心的機械公司。自民國43年（1954年）成立以來，總部設立於臺中市南屯區台中精科園區，早期以生產傳統工作母機牛頭刨床與皮帶式車床為主，後來研究發展電腦車床、加工中心機及塑膠射出成型機等產品。
機械工業（工具機）稱為「工業之母」，與台灣機械工業發展有著密不可分的關係，是國家建設的基礎工業。2010年台中精機經由《天下雜誌》調查統計為民國99年〔2010年〕台灣製造業1,000大企業排行榜中第423名 ，並且是精密機械類型公司的前5大。

## 歷史沿革
- 1954年9月30日，由黃奇煌、李道東及黃德金在台中草尾仔埕（今臺中市南區正義街）承租4坪小廠房成立公司[4]，開始生產傳統工作母機，以牛頭刨床等為主要產品。
- 1960年，遷廠至南區長春公園附近，並將人員擴編並增製皮帶式車床產品。[5]
- 1964年，在臺中市南區永和街建新廠，改為股份有限公司。
- 1973年，遷廠至東海大學對面（今西屯區臺灣大道四段2088號）。
- 1976年，以自創品牌「VICTOR」開始自產自銷。
- 1986年，年營業額首度突破新臺幣10億元，開始積極籌劃建構集團的識別體系（CIS），隔年委由生產財公司完成設計識別體系，成為國內工具機業第1家導入CIS的廠商。
- 1988年1月，成立塑膠機事業部。10月30日，在台中產業園區的工業區廠落成啟用。
- 1990年，成立「VICTOR」品牌商標。11月30日，以新台幣5億8千萬元資本額，將股票正式掛牌上市。[5]
- 1992年，在中華人民共和國天津、上海成立據點。6月，鑄造部遷往后里新廠。
- 1993年8月，中港路廠、工業區廠及后里廠均通過由德國TUV公司認證的ISO 9001國際標準品質系統。
- 1995年，天津廠第一期廠房落成，另成立上海、瀋陽、重慶、貴陽、東莞服務處。
- 1998年遇上亞洲金融風暴，台中精機市值從新台幣38億變成欠下70億債務而瀕臨破產，股票變成違約交割並暫停交易，中華民國財政部協助企業經營資金專案小組決議通過對台中精機之抒困案。[6]
- 2000年，臺灣臺中地方法院判決通過台中精機重整方案，經過與銀行團協商，債務打折23%，債權銀行可以入股，債務降為20億元；公司重整包含減薪30％、資遣或優退部份員工，員工從1200人減至700人。
- 2002年7月，廣州廠新廠落成。
- 2003年，設立企業營運總部。
- 2004年5月26日，將古董機具贈與國立科學工藝博物館，作為工業歷史文物。
- 2005年6月，併購塑膠再生大廠-尚億環保科技股份有限公司，跨入綠能產業。
- 2009年4月，彰濱工業區鹿港廠落成啟用。
- 2010年，年營業額新台幣44億，稅後純益達20億，每位員工年產值從300萬元提高至645萬元，公司債務剩5億元。
- 2011年4月22日，由中衛發展中心媒合邀集台中精機、永進機械、東台精機、台灣麗馳、百德機械等5家中心廠及台灣引興等43家衛星廠共同成立「台灣工具機產業M-Team聯盟」，並推選時任台中精機總經理黃明和為首任會長。
- 2013年11月12日，核准取得台中市精密機械科技創新園區二期產業用地，土地面積31,040.49平方公尺。11月15日，臺中地方法院裁定台中精機重整完成確定。
- 2016年6月，台中精密機械(上海)有限公司落成啟用。
- 2020年8月，台中精機全球營運總部曁智慧化工廠落成啟用。[7]

## 集團事業群
- 工具機產品事業部：位於臺中市南屯區臺中精密機械園區全球營運總部曁智慧化工廠
- 塑膠機產品事業部：位於臺中市西屯區台中產業園區工業區廠
- 精密鑄造事業部：位於臺中市后里區后里廠
- 加工、鈑噴事業部：位於彰化縣彰濱工業區鹿港廠
- 台穩精密工業股份有限公司：位於臺中市西屯區台中產業園區工業區廠
- 尚穩環保科技股份有限公司：位於臺南市官田工業區